# Pierre de Marcassus

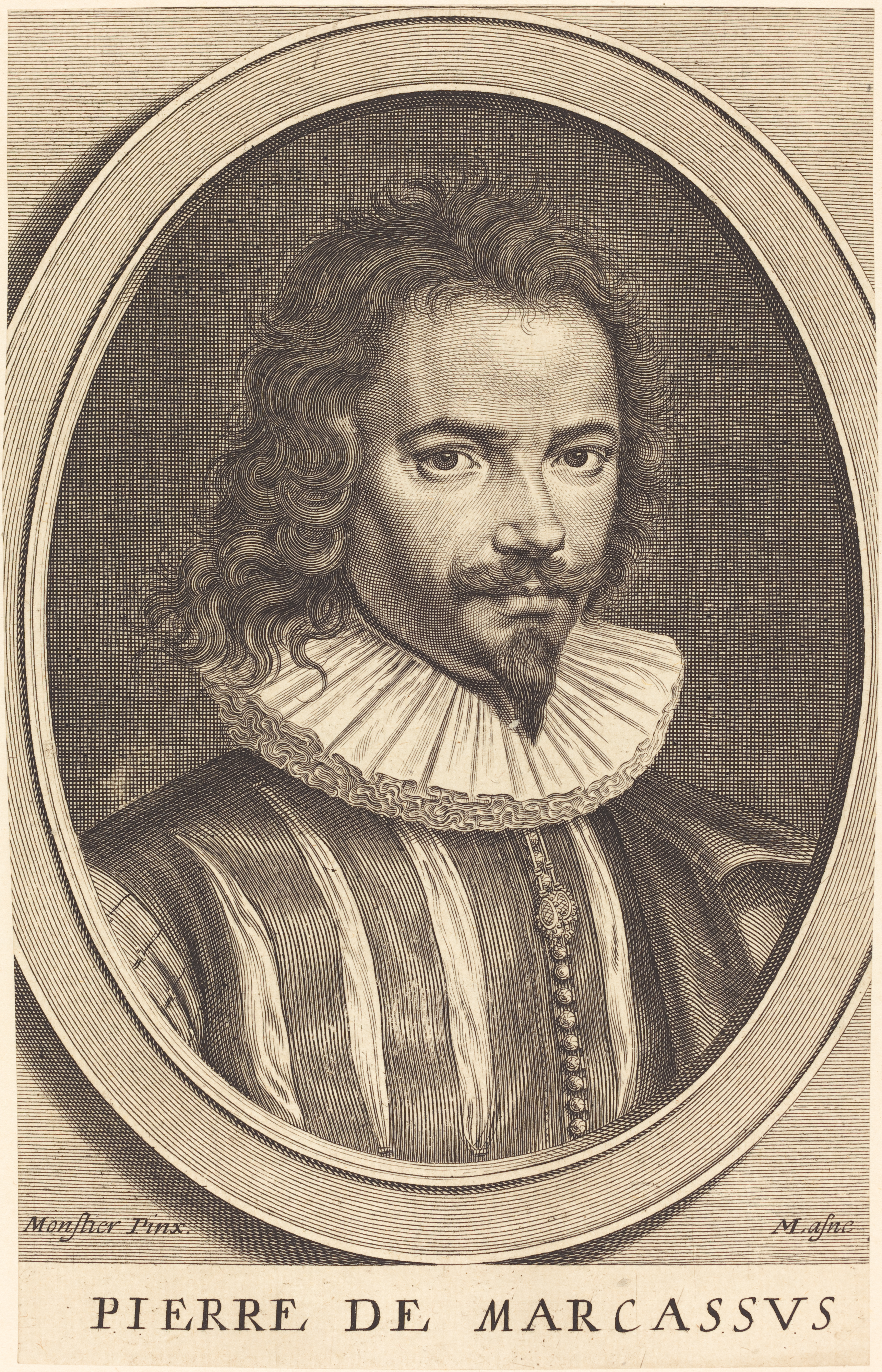
Pierre de Marcassus

Pierre de Marcassus (* 1584 in Gimont; † Dezember 1664 in Paris) war ein französischer Schriftsteller und Übersetzer.

## Leben und Werk
Pierre de Marcassus war in Paris Professor für Rhetorik am Collège de Boncourt und am Collège de la Marche. Zu seinem Bekanntenkreis zählten Guillaume Colletet und Jacques Vallée Des Barreaux (1599–1673). Er war der zu seiner Zeit überholten Meinung, Dichtung sei Göttersprache und der Prosa (als Menschensprache) weit überlegen.

## Werke

### Romane
- Clorymène. 1626.
- Amadis. 1629.

### Fiktive Briefe
- Lettres politiques, morales et amoureuses. Tirees des plus grands personnages grecs, orateurs, philosophes, sophistes, generaux d’armée, roys, empereurs & dames de l’Antiquité. 1629.
- Nouveau recueil de lettres politiques, morales et amoureuses, tirées des plus grands personnages grecs, orateurs, philosophes, sophistes, généraux d’armées, roys, empereurs, et dames de l’antiquité. 1638. 1653.

### Theater
- Éromène. 1633. (Schäferspiel)
- Les pécheurs illustres. 1648.

### Weitere Werke
- (Hrsg.) Les oeuvres de Pierre de Ronsard gentilhomme vandomois prince des poetes françois. 1623.
- Histoire grecque. 1647.
- Réflexions morales et chrétiennes. 1662.

### Übersetzungen
- Les Bucoliques de Virgile, prince des poètes. 1621. (Eclogae)
- John Barclay: Argenis. 5 Bde. Paris 1622. Sommer, Wien 2003.
- Daphnis et Chloé. 1626.
- Matteo Peregrini (1595–1652): Le Sage en cour. 1638.
- Aristoteles: Les trois livres de l’Âme. 1641. De anima
- Libre version des Odes et des Épodes d’Horace. 1664.